# パラグアイ人
パラグアイ人は、純粋なヨーロッパ人は少なく、クリオーリョとよばれるメスティーソが多い。先住民としてはグアラニー族を中心に17のエスニックグループが存在する。

## 概要
1926年から1932年にかけて、グランチャコに入植したメノナイトの移住地ではドイツ系パラグアイ人が存在する。現在ではパラグアイの安い土地を求めて移住してきたブラジル人が40万人に上ると推定される。
日本人の移住は、1936年にラ・コルメナに日本人の11家族が入植したことが最初である。第二次世界大戦後、9000人が移住し、今日では約7000人以上の日系パラグアイ人がおり、日系パラグアイ人移住地としてはコロニア・イグアス、ラ・コルメナ、ラパス (イタプア県)、チャベス移住地、ピラポがある。また、アスンシオン、エンカルナシオン、ペドロ・フアン・カバリェロ市にも多くの日系パラグアイ人がいる。1959年に締結された移住協定は1989年に改正され、その効力は無期限に延長され、8万5000人の日本人移住者が受け入れ可能である。